# Reguengo Grande
Reguengo Grande es una freguesia portuguesa del concelho de Lourinhã, con 15,52 km² de superficie y 1.562 habitantes (2001). Su densidad de población es de 100,6 hab/km².

## Galería

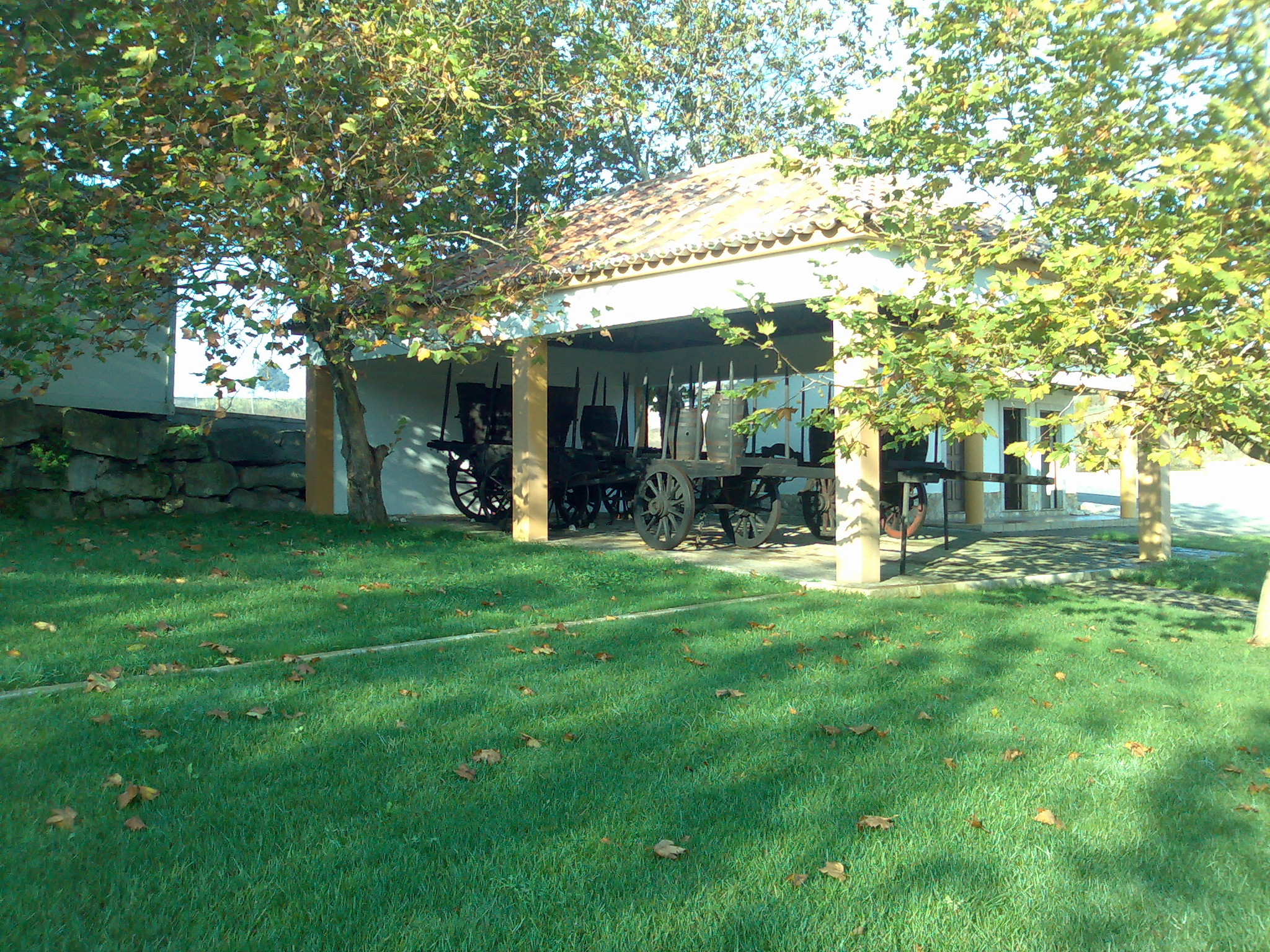
Museo rural de Reguengo Grande